# EETA9001
EETA79001 je meteorit iz skupine šergotitov (vrsta meteoritov, ki imajo izvor na Marsu). Našli so ga leta 1979 na Antarktiki na področju Elephant Moraine Eisfield. Sestavljajo ga bazaltne kamnine (magmatskega izvora). Meteorit ima maso 7,942 kg.
Meteorit EETA9001 je bil prvi meteorit po letu 1983 za katerega so ugotovili, da ima svoj izvor na Marsu. To trditev so potrdili s primerjavo količine izotopa argona z izmerjenimi količinami, ki so jih opravili s sondami Viking v atmosferi Marsa.